# دره یارلونگ

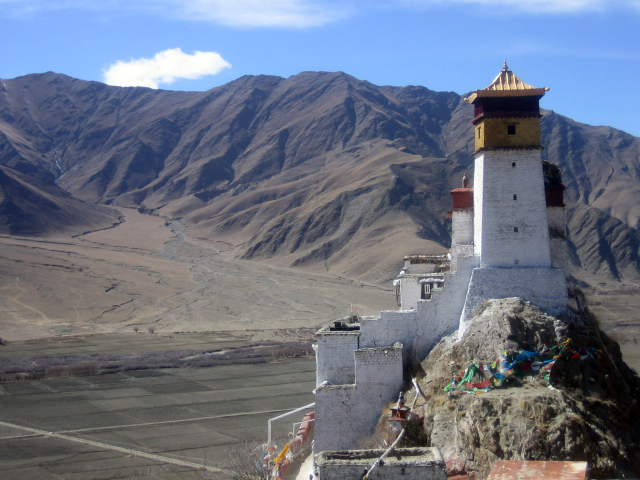
کاخ بازسازی شده Yungbu Lakang

دره یارلونگ (انگلیسی: Yarlung Valley) توسط یارلونگ چو، یکی از شاخه‌های رود تسانگپو در لهوکا در منطقه خودمختار تبت، چین شکل گرفته است. این نام به‌ویژه به ناحیه‌ای اطلاق می‌شود که در آن یارلونگ چو به رود چونگیه می‌پیوندد و به دشتی بزرگ به عرض حدود ۲ کیلومتر گسترش می‌یابد، پیش از آنکه به رود تسانگپو بپیوندد. این در منطقه ندونگ از استان شنان قرار دارد و شامل پایتخت این استان، تسیتانگ، یکی از بزرگ‌ترین شهرهای تبت، در ۱۸۳ کیلومتری جنوب‌شرقی لاسا است.
در گذشته، این منطقه پوشیده از جنگل بوده و برای کشاورزی مناسب بوده است. منطقه تسیتانگ به دلیل تولید سیب و گلابی شهرت دارد.
یارلونگ و دره مجاور دره چونگیه، محل اصلی سلسله یارلونگ پادشاهان تبت بودند و مسیرهای تجاری مهمی به هند و بوتان (کشور) را تحت کنترل داشتند. نخستین امپراتور تبت، سونگتسن گامپو (۶۰۵ یا ۶۱۷؟ - ۶۴۹)، پس از گسترش گسترده قلمرو و قدرت خود، پایتخت را به لهاسا منتقل کرد.

## توصیف
این دره، که اغلب به عنوان «گهواره تمدن تبتی» شناخته می‌شود، تنها ۷۲ کیلومتر (۴۵ مایل) طول دارد اما شامل قلعه‌ها، صومعه‌ها، معابد، غارهای مراقبه، قله‌ها و استوپاهای مهمی است. سه مکان مشهور قدرت (ne-sum) در این منطقه وجود دارند: شلدراک، ترادروک و یومبو لاگانگ یا (کاخ یونگبولاکانگ). همچنین، سه استوپای اصلی که به عنوان مخازن آثار مقدس (ten-sum) عمل می‌کنند، عبارتند از: تاکچن بومپا، گونتانگ بومپا و تسه‌چو بومپا.
در پایین شهر تسیتانگ، زمانی یک پل معلق آهنی متعلق به قرن چهاردهم روی رود یارلونگ تسانگپو یا رود براهماپوترا وجود داشت که توسط مهندس معروف تانگتونگ گیالپو ساخته شده بود و طول آن بین ۱۵۰ تا ۲۵۰ متر بود، اما امروزه تنها پنج پایه سنگی بزرگ از آن باقی مانده است. یک پل مدرن چند کیلومتر پایین‌تر در نیائو ساخته شده است. حتی زمانی که سارات چاندرا داس در سال ۱۸۷۹ از آنجا بازدید کرد، این پل در وضعیتی نامناسب بود و او مجبور شد با یک قایق بزرگ، همراه با تاجران و الاغ‌هایشان، از رود عبور کند.
"در شمال شهر، گونپی ری قرار داشت، یکی از مکان‌های محبوب چنره‌زیگ (اولوکیتشوره)، جایی که بر اساس سنت، شاه میمون و دیو مؤنث خانواده‌ای از میمون‌ها را پرورش دادند که بعدها نژاد تبتی از آن‌ها پدید آمد.
در اطراف تسیتانگ چهار صومعه وجود دارد و در شهر حدود پانزده مغازه نپالی، بیست مغازه چینی و ده مغازه کشمیری، علاوه بر تاجران بومی از سراسر تبت، وجود دارند. گوشت گوسفند و کره فراوان بود، اما جو، اگرچه ارزان بود، کیفیت پایینی داشت."